# 太陽系儀

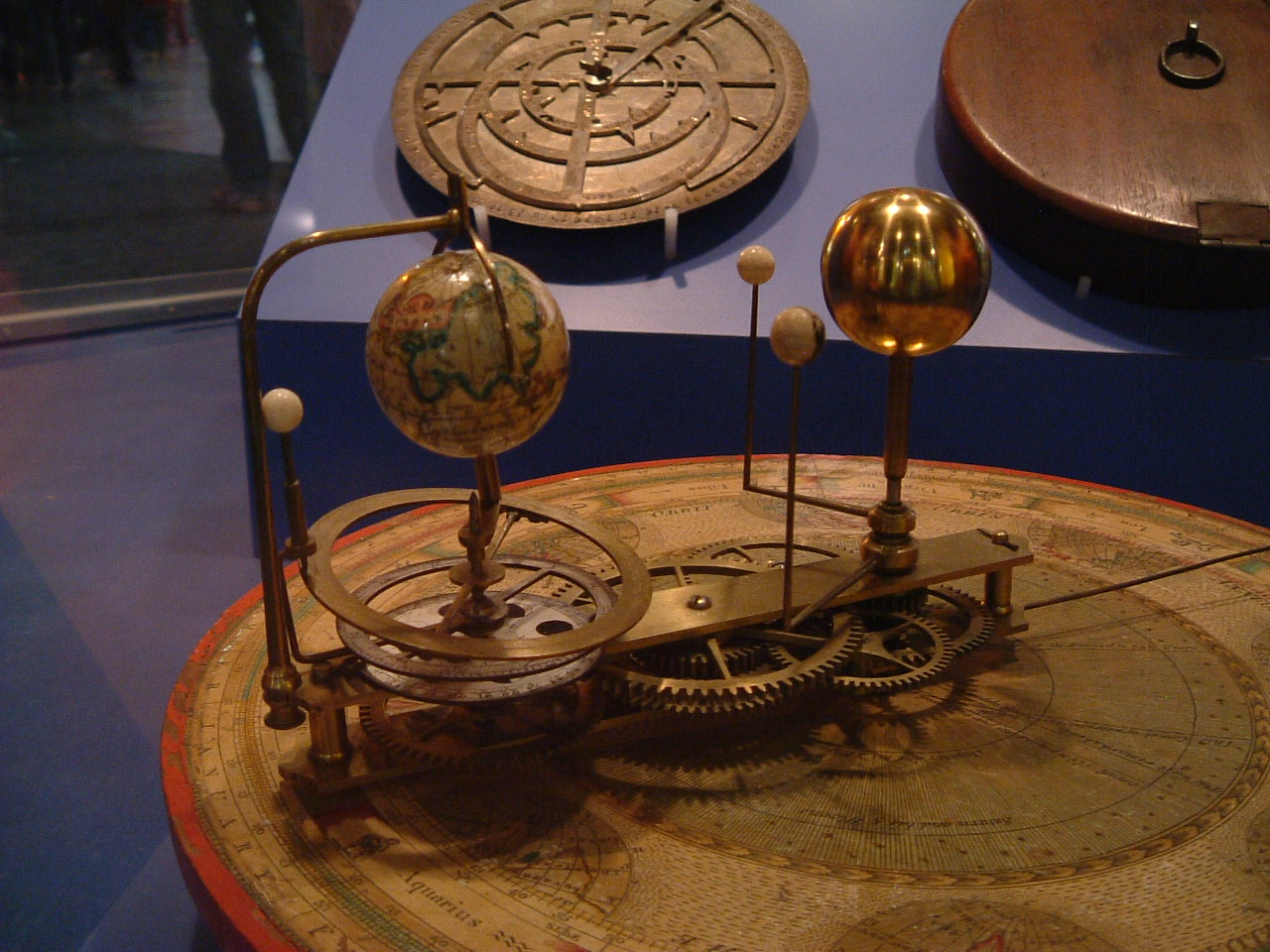
水星、金星、地球、月の運行を再現する小さな太陽系儀

太陽系儀（たいようけいぎ、英語: orrery）とは、地動説を基にした太陽系の模型である。中心に太陽を置き、歯車の回転によってアームに取り付けた惑星の模型を回転することにより、惑星相互の位置を再現する。

## 歴史

### 古代
紀元前1世紀の哲学者キケロの著作『国家論』によれば、太陽と月、その他当時知られていた惑星の動きを予測する器械についての記述がある。これらの器械はアルキメデス（紀元前3世紀）が製作したもので、今日の太陽系儀のようなものであったことが窺える。また、キケロは友人のポセイドニオスが「最近」同様の装置を作ったという記録を残している。

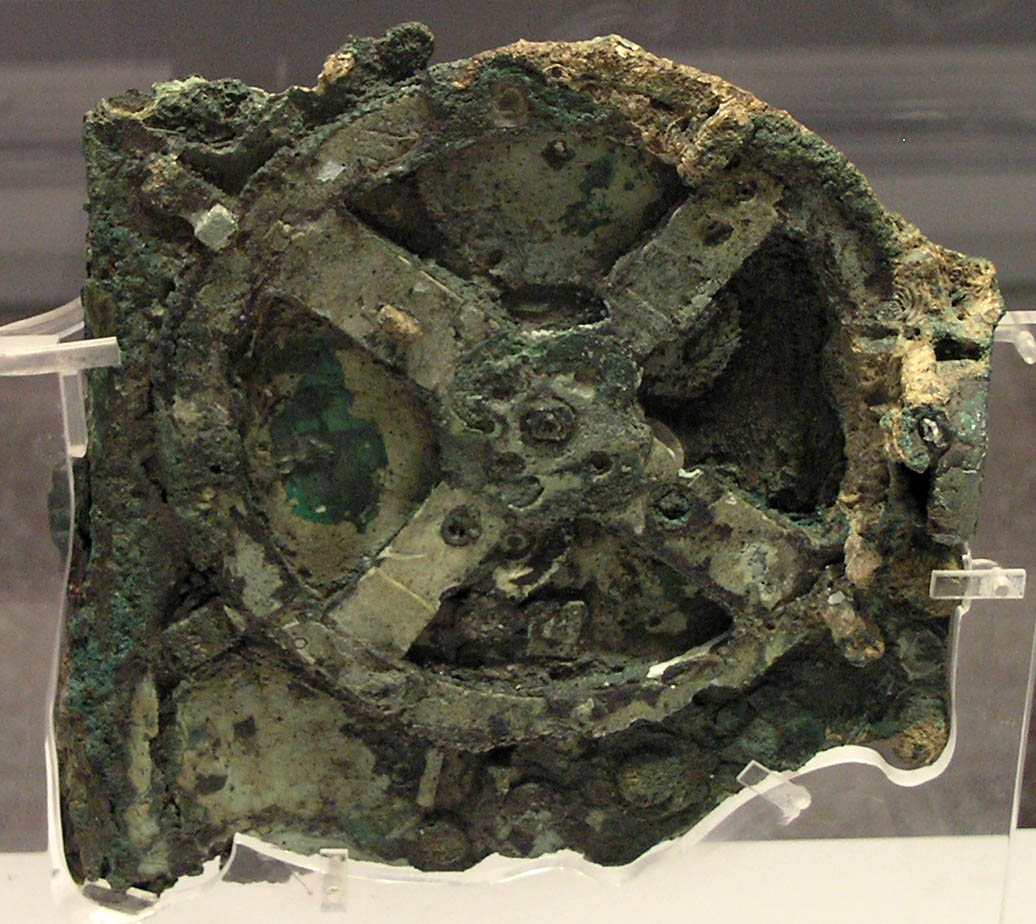
アンティキティラ島の機械

1901年に地中海に浮かぶギリシャのアンティキティラ島沖のアンティキティラの沈没船から発見されたアンティキティラ島の機械の機能が1959年に解明されたことで、紀元前に天体の運行を再現する装置が実在したことが実証された。この機械は、太陽、月、そして既知の5つの惑星の 日周運動を示していた。製作された時期は紀元前150年から100年とされており、世界初の太陽系儀のひとつと考えられている。

### 天動説版
ヨハンネス・カンパヌス (1220-1296) はTheorica Planetarum （太陽系儀）を建設した。

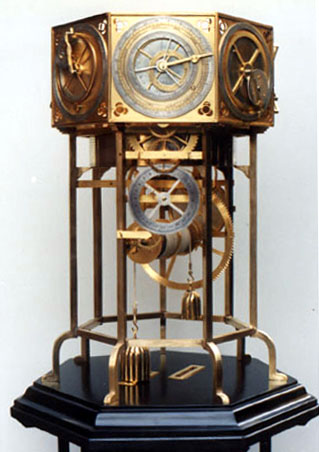
ジョバンニ・デ・ドンディによる天文時計をカルロ・クローチェが復元したもの

1348年から1364年にかけて時計師のジョバンニ・デ・ドンディが天文時計「アストラリウム」を製作した。天動説の惑星理論に従って、月、太陽、水星、金星、火星、木星、土星の黄道上の位置を表示するものであった。時計自体は失われてしまったが、ドンディはその歯車列に関する完全な記述を残している。

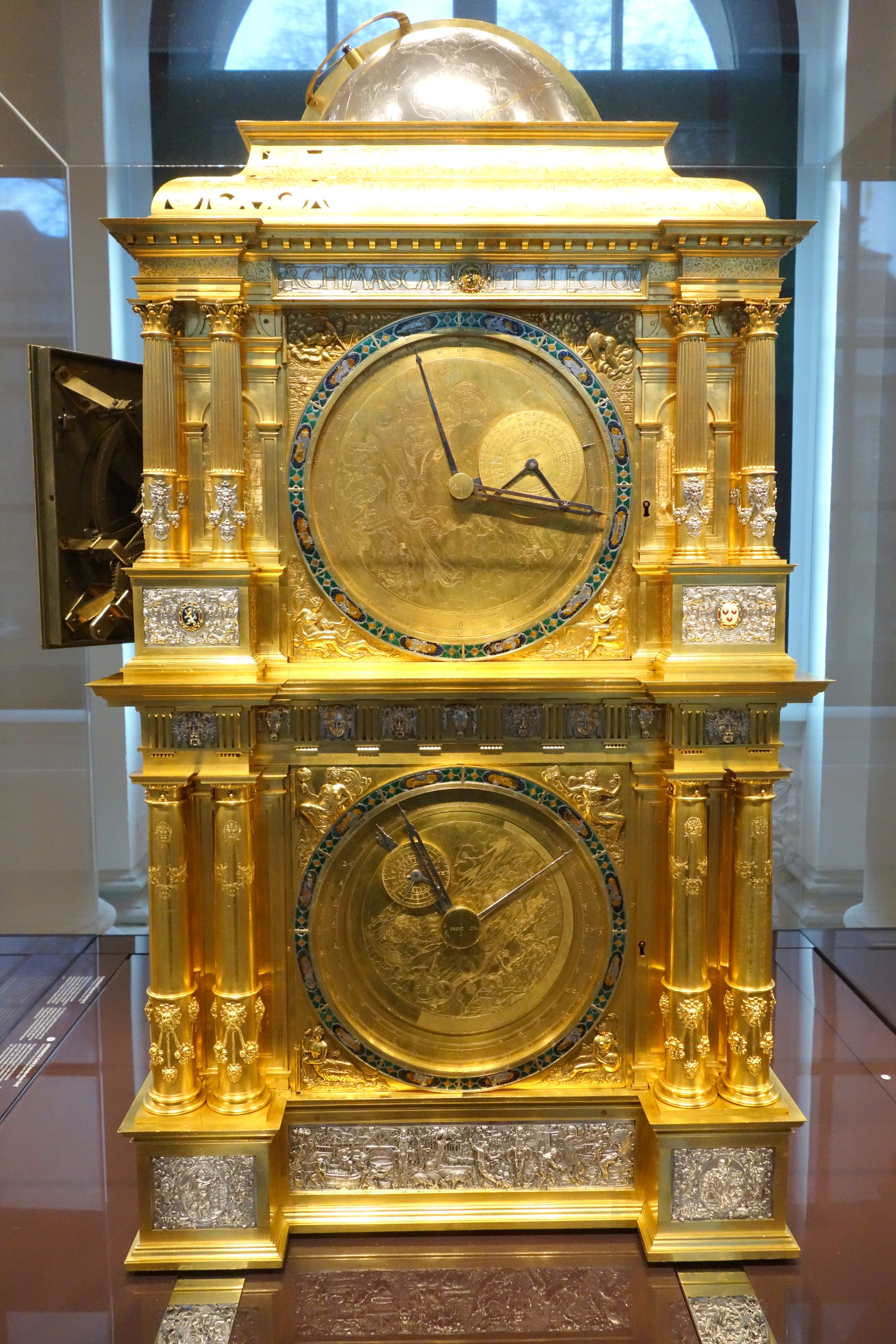
天文時計（金星・水星側）、エーベルハルト・バルデヴァイン他、マールブルク＝カッセル、1563-1568年 - 数学物理学サロン、ドレスデン - DSC08057

ヴィルヘルム4世 (ヘッセン＝カッセル方伯)の宮廷では、1561年と1563-1568年に2つの複雑な天文時計が作られた。これらの時計は、4つの面を使って、太陽、水星、金星、火星、木星、土星、月のそれぞれの黄道上の位置や、カレンダー、日の出と日の入り、そして、天球儀で初めて、均時差を含む太陽の実際の位置を示す、アニメーション化された太陽のシンボルを備えた自動天球儀を備える。時計は現在、カッセルの天文・物理キャビネットとドレスデンの数学物理学サロンで展示されている。
1650年、P.シルレウスは太陽を惑星とし、水星と 金星が太陽の周りを回る衛星としたプラネタリウムを製作した。

### 地動説版
オランダの天文学者ホイヘンスは、1665年から1681年にかけてパリに滞在していたときに製作した機械の詳細を1703年に発表した。彼は365.242日の1年を表すのに必要な歯車列を計算し、それを使って主要な惑星の周期を作った。
英国オックスフォードの科学史博物館には、1710年頃に時計職人のジョージ・グラハムとトーマス・トンピオンによって製作された太陽系儀が所蔵されている。グラハムは、オイゲン・フォン・ザヴォイエンに納品する複製を製作するために、ロンドンの著名な楽器職人ジョン・ローリーに最初のモデルまたはその設計図を渡した。ローリーは、彼のパトロンであったチャールズ・ボイル (第4代オーラリー伯爵)のためにもう1台複製を作るよう依頼され、そこから太陽系儀が英語で「オーラリー（orrery）」と呼ばれるようになった。この模型は、チャールズから息子ジョン・ボイル (第5代コーク伯爵)に贈られた。

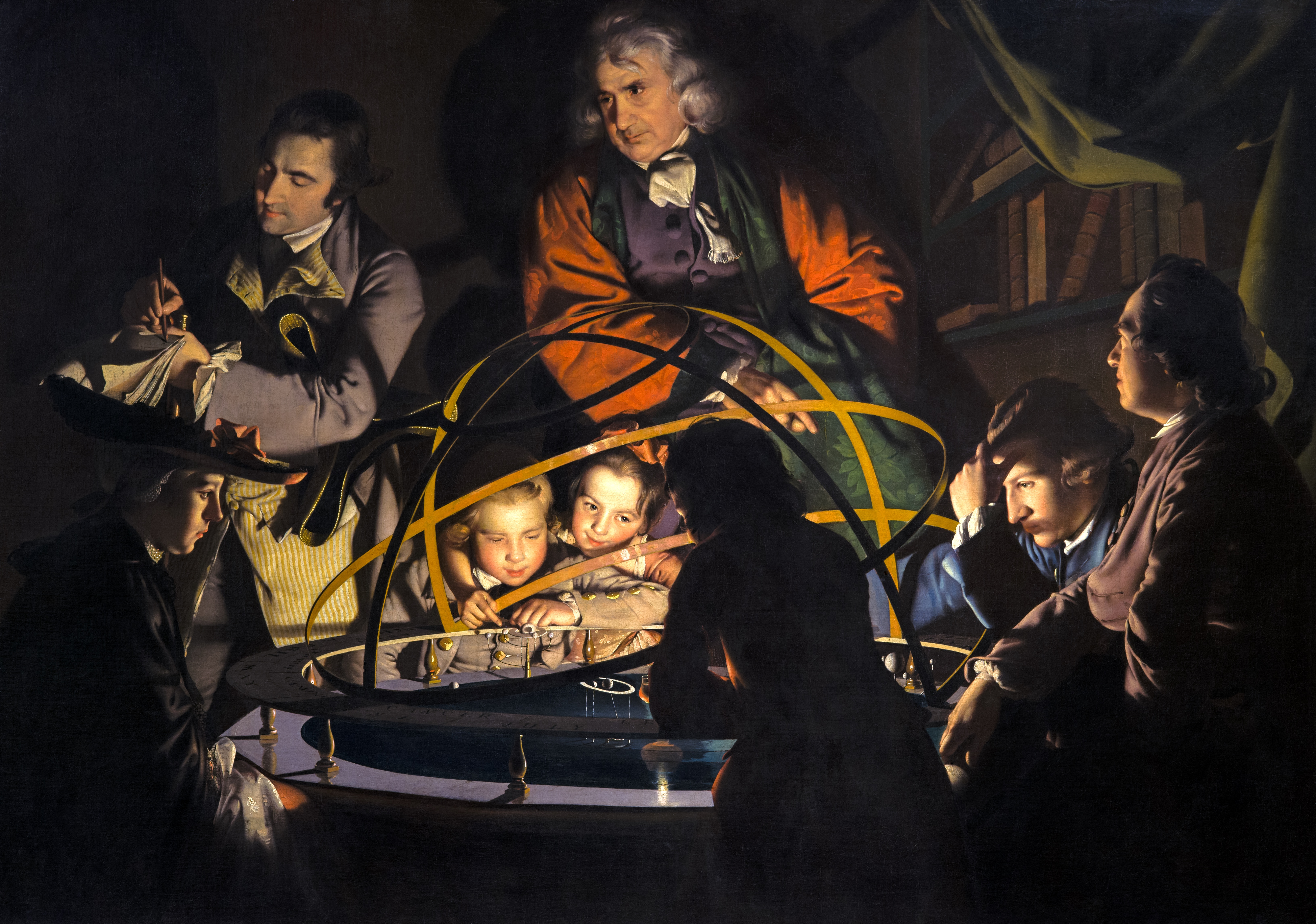
『太陽系儀の講義』, ジョセフ・ライト, 1766年頃

英国ダービー博物館・美術館に展示されているジョセフ・ライトの絵画『太陽系儀の講義』（1766年頃）では、太陽の位置にろうそくが置かれ、自然哲学者の講義を聴く一団が描かれている。真鍮製の太陽系儀に入れられたろうそくが、この部屋で唯一の光源となっている。この絵に描かれた太陽系儀にはリングがあり、渾天儀のような外観となっている。これにより、日食を表現できるようになっている。
18世紀において、小型の太陽系儀は迫力を欠いていた。18世紀末には複数の教育者達が、大型の天界を再現する装置を造った。アダム・ウォーカー（1730-1821）と彼の息子たちが製作した"Elaborate Machine" は全高12フィート、27インチ径のもので、垂直に立てられていて球体は巨大で目立っていた。その装置は説法に用いられた。

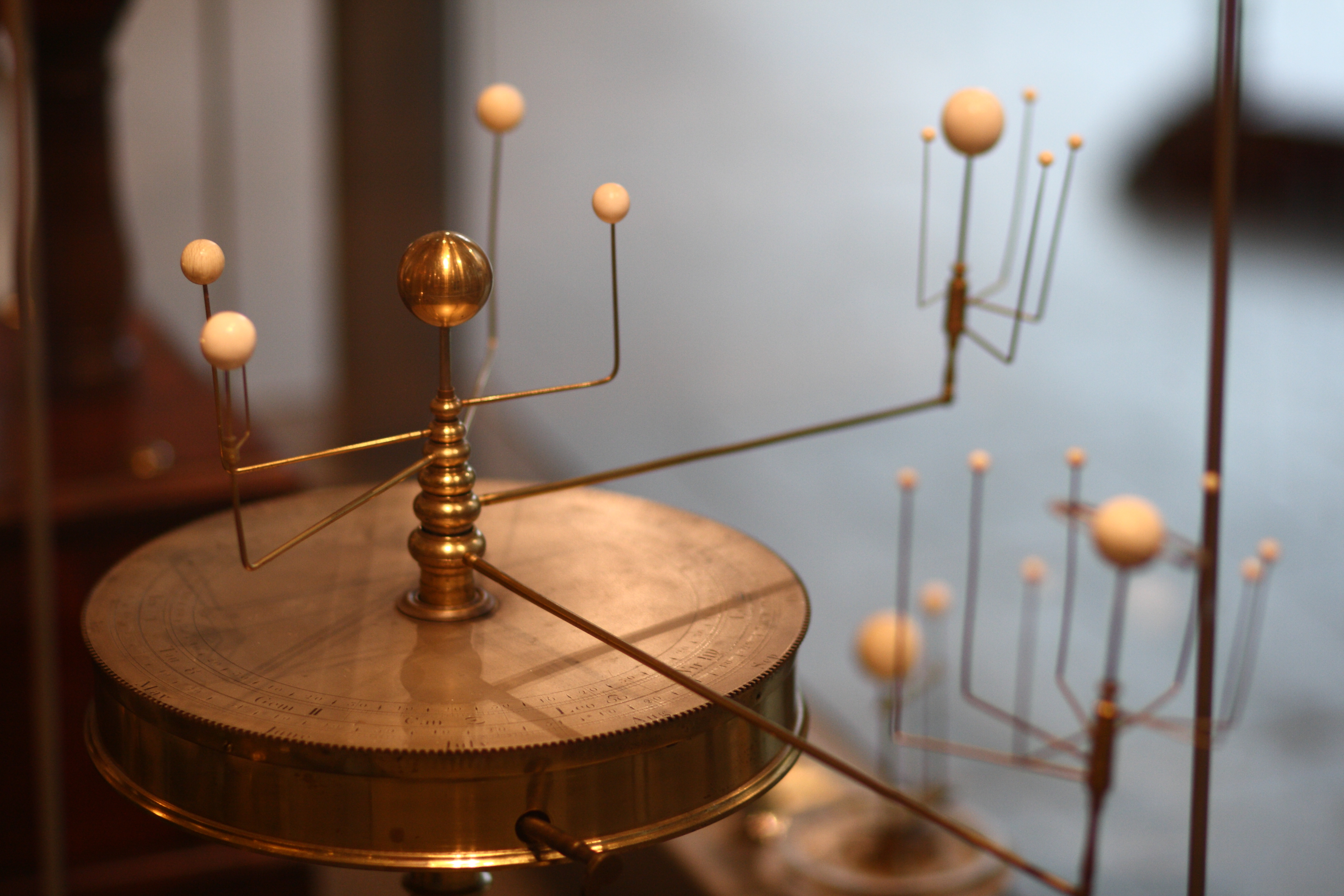
ハーバード大学で1766年に使用されたベンジャミン・マーティンの太陽系儀

1764年、ベンジャミン・マーティンは新しいタイプの惑星模型を考案した。この模型では、惑星は真鍮のアームに乗せられ、一連の同軸状のチューブから伸びていた。この構造では、惑星を自転させることも、月を惑星の周りを公転させることも難しかった。マーティンは、太陽系儀が次の3つの要素から構成されるべきだとした。すなわち、惑星が太陽の周りを公転すること（プラネタリウム）、地球の地軸の傾きと公転の関係を示すこと（テルリオン）、月の公転を示すこと（ルナリウム）である。彼の太陽系儀では、中央の軸の回転を動力としてこれら3つの運動がひとつのテーブルの上に表現された。

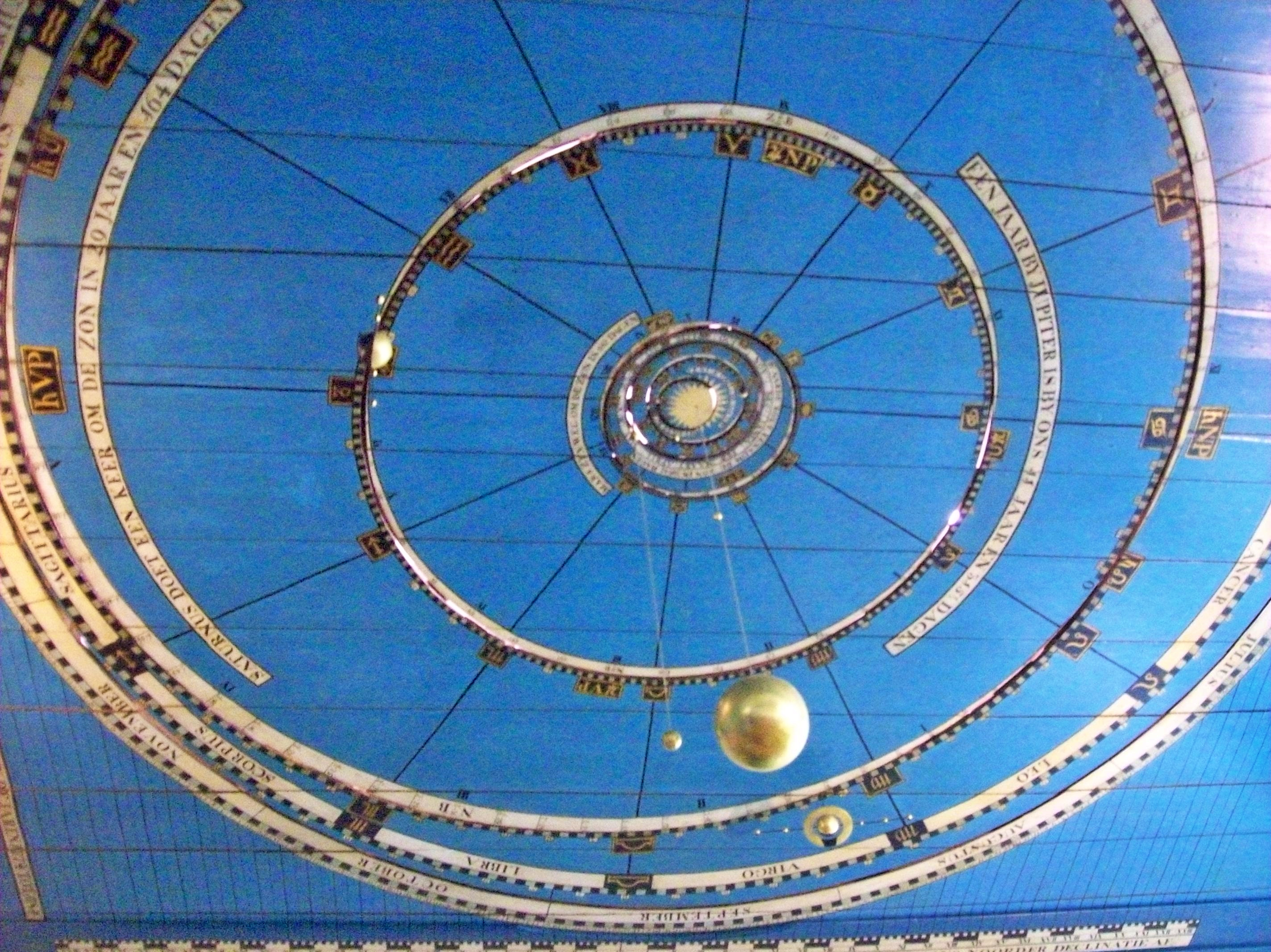
オランダのフラネカーに現存するアイゼ・アイジンガーの惑星運行儀

現存する最古の作動する惑星運行儀は、オランダのフラネカーに見ることができる。アイゼ・アイジンガー（1744-1828）によって彼の居室に7年の歳月をかけて製作され、1781年に完成した（エイセ・エイシンガ・プラネタリウム参照）。
日本では江戸時代末期の1851年に田中久重によって上部に天象儀を備えた万年自鳴鐘が製作された。
なお、日本では太陽・地球・月の運行のみを再現する模型のことを「三球儀」と呼ぶ。

### 現代

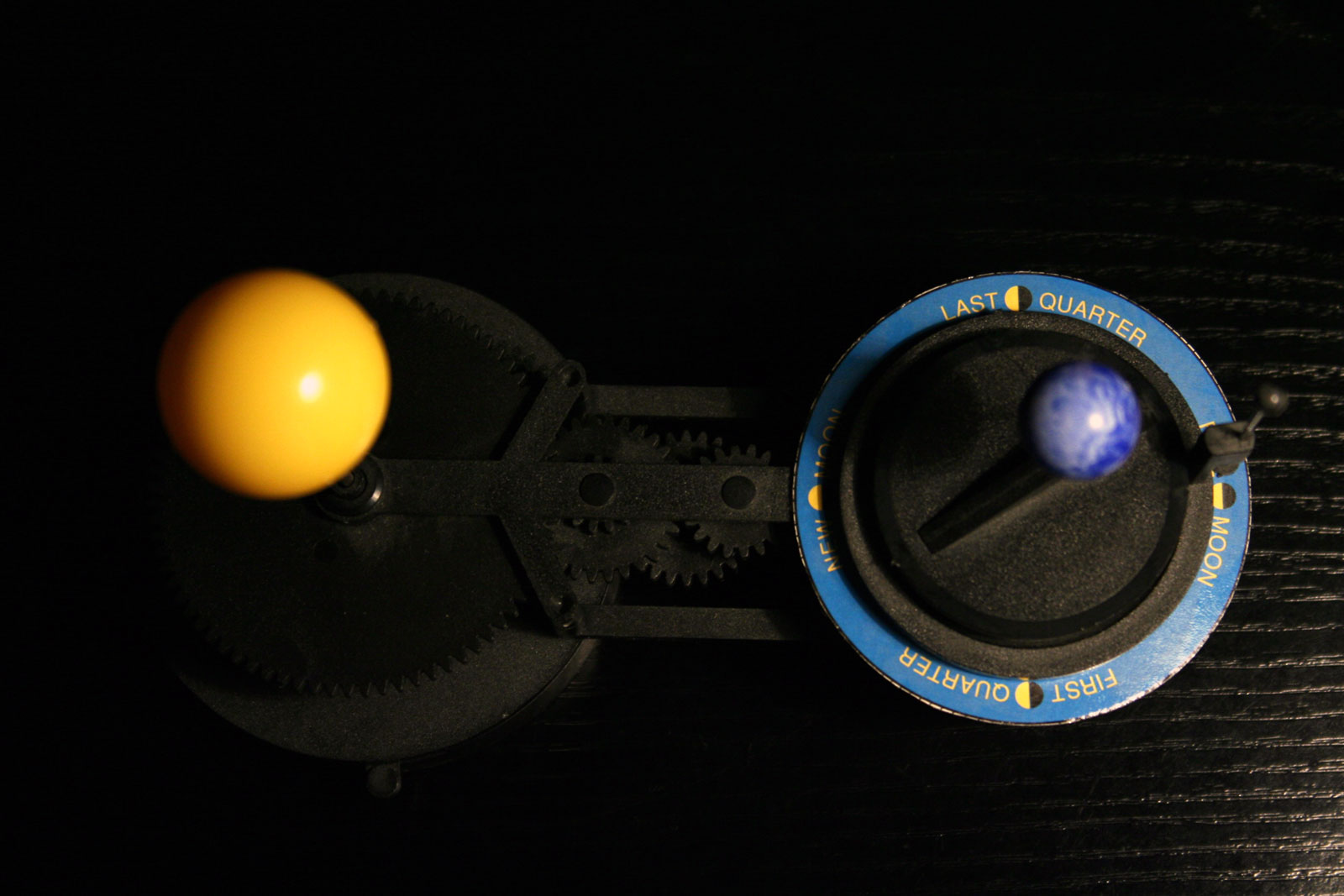
俯瞰型の太陽系儀

日本ではこれまで一部の博物館に展示されているくらいで馴染みがなかったが、デアゴスティーニ・ジャパンから2009年1月13日から全52巻の｢週刊 天体模型 太陽系をつくる｣が刊行され、普及した。
2014年、デザイナーのケン・コンダルとエンジニアのデビッド・クラークが太陽系儀を製作し、その工程や設計図などをweb上で公開した。

## 解説
太陽系儀は惑星の運行をシミュレーションする機械である。英語では本来「planetarium」であるが、英語では1714年以降「orrery」が使われており、planetariumという単語は夜空の映像が頭上に投影される半球状の劇場を指すものとなり、日本語の「プラネタリウム」も同様である。英語で「grand orrery」とは、製作当時に知られていた外惑星を含むものを指す。太陽系儀の大きさは、手のひらサイズのものから部屋サイズのものまで様々である。日食や通過を予測するための機械はアストラリウムと呼ばれる。
太陽系儀には、太陽、地球、月が含まれるべきである（他の惑星も含まれていることがある）。地球、月、太陽だけを含む模型は三球儀と呼ばれ、地球と月だけを含むものはルナリウムと呼ばれる。木星とその衛星の動きを再現するものはジョビラーベと呼ばれる。
| 惑星名 | 太陽からの 平均距離 | 直径 (地球での直径) | 質量 (地球質量) | 密度      | 衛星の数 | 公転周期 (年) | 黄道に対する傾き (度) | 地軸の傾き (度) | 自転周期 (恒星時) |
| ------ | ------------------- | ------------------- | --------------- | --------- | -------- | ------------- | --------------------- | --------------- | ----------------- |
| 水星   | 0.39 AU             | 0.38                | 0.05            | 5.5 g/cm3 | 0        | 0.24          | 7.0°                  | 0°              | 59日              |
| 金星   | 0.72                | 0.95                | 0.82            | 5.3       | 0        | 0.62          | 3.4°                  | 177°            | -243日            |
| 地球   | 1.00                | 1.00                | 1.00            | 5.5       | 1        | 1.00          | 0°                    | 23°             | 23.9時間          |
| 火星   | 1.52                | 0.53                | 0.11            | 3.9       | 2        | 1.88          | 1.9°                  | 25°             | 24.5時間          |
| 木星   | 5.20                | 11.21               | 317.9           | 1.3       | 95       | 11.9          | 1.3°                  | 3°              | 10時間            |
| 土星   | 9.54                | 9.45                | 95.2            | 0.7       | 146      | 29.5          | 2.5°                  | 27°             | 11時間            |
| 天王星 | 19.2                | 4.01                | 14.5            | 1.3       | 27       | 84            | 0.8°                  | 98°             | -17時間           |
| 海王星 | 30.1                | 3.88                | 17.1            | 1.6       | 14       | 165           | 1.8°                  | 28°             | 16時間            |

各惑星の公転周期と 自転速度が上表のように表現される。正確な三球儀は太陽の周りを回る地球と月の重心も表現し、上表の傾斜角を使って地球がどのように自転しているかや月を表現する。ルナリウムは地球の周りを公転する月の複雑な運動を表現するように設計されている。

## バリエーション
人間が惑星の役になって動き回る太陽系儀が作られたことがあるが、多くはイベントとして一時的に行われたものである。北アイルランドのアーマー天文台には、6つの惑星とケレス、ハレー彗星、エンケ彗星を展示した常設の人サイズ太陽系儀がある。もうひとつは、カリフォルニア州トゥエンティナイン・パームスのSky's the Limit Observatory and Nature Centerにある。 これは、縮尺が正確で（200億分の1）、位置も正確な（誤差4日以内）人間による太陽系儀である。内側の4つの惑星は比較的近くにあるが、外側の4つの惑星を訪れるにはある程度の遠征が必要である。フランスの団体が、教材としての効果を調査すべくすべての常設の人サイズ太陽系儀の調査を行っており、調査結果が公開されている。
木星の公転周期は約12年なので、通常の機械式時計で中央を太陽、分針を地球、時針を木星に見立てればという極めてシンプルな太陽系儀を作ることができる。
多くのプラネタリウム（の建物）には投影型の太陽系儀があり、ドームの内側に太陽や惑星の点描画または小画像を投影する。これらは通常、水星から 土星までの惑星に限られるが、天王星を含むものもある。惑星の光源が鏡に投影され、その鏡はモーターと連動してドームの映像を動かす。通常、地球は1分で太陽を一周するが、他の惑星は実際の運動に比例した時間で公転軌道を一周する。したがって、太陽の周りを224.7日で回る金星は、太陽系儀上で1周するのに37秒かかり、木星は11分52秒かかる。プラネタリウムの中には、これを利用して惑星とその衛星をシミュレートするために太陽系儀を使用しているところもある。水星は太陽の周りを地球年の0.24倍の時間で公転するが、フォボスと ダイモスは 火星の周りを同じように4:1の時間比で公転している。したがって、太陽と水星と地球だけを表示するように設定してこれを火星とフォボスとダイモスに見立てることができる。同じようなトリックは、冥王星とその5つの衛星を見せるときにも使える。
スコットランドの楽器職人ジョン・フルトンは、1823年から1833年の間に3つの太陽系儀を製作した。最後の1台はグラスゴーのケルビングローブ美術館・博物館に所蔵されている。
オランダのフラネカーにある、毛織物職人アイゼ・アイジンガーが自宅の居間に建てたフラネカー・プラネタリウムも太陽系儀である（「#歴史」の項参照）。1774年から1781年にかけて製作された。部屋の天井に配されているものを見上げる形になっており、機械仕掛けのほとんどは天井裏にある。振り子時計によって動かされ、振り子時計には9つの錘がある。惑星はリアルタイムで模型の周りを移動する。
日本のエンジニア嶋村亮宏は2019年に太陽系儀製作キット「Stellar Movements」を製作し、販売を開始した。

## 関連文献
- 宮地政司「天体望遠鏡」『天文台と観測器械』（新版）恒星社厚生閣〈新天文学講座〉、1964年1月。 NCID BN02056850。